# Orenda (film)
Orenda är en finländsk thriller- och dramafilm som hade premiär på Göteborg Film Festival den 1 februari 2025. Filmen är regisserad av Pirjo Honkasalo efter ett manus skrivet av Pirkko Saisio.
Filmen hade biopremiär i Sverige den 25 april 2025, utgiven av Folkets Bio.

## Handling
Filmen utspelar sig i den finländska skärgården. Till den avlägsna ön anländer sopranen Nora (Alma Pöysti) för att uppsöka Natalia (Pirkko Saisio), en äldre kvinnlig präst som har distanserat sig från kyrkan. Noras nyligen avlidne mans sista önskan var att Natalia ska hålla i hans begravning.

## Rollista (i urval)
- Alma Pöysti – Nora
- Pirkko Saisio – Natalia
- Hannu-Pekka Björkman
- Luca Leino
- Juhan Ulfsak